# Nickelodeon (Amérique latine)
 (février 2024).
Pour les articles homonymes, voir Nickelodeon.
Nickelodeon est une chaîne de télévision payante créée depuis le 20 décembre 1996 appartenant à ViacomCBS International Media Networks Amérique Latine (en), filiale du groupe Viacom International Media Networks. 
Déclinaison latino-américain de la chaîne Nickelodeon, elle est axée principalement sur la jeunesse en diffusant des séries télévisées et d'animations venant de sa chaîne d'origine. Elle diffuse aussi ses propres telenovelas.
Elle est disponible sur l'ADSL, le câble et le satellite.

## Histoire
La chaîne est lancée le 20 décembre 1996 en Amérique latine, où elle est considérée à l'origine comme une chaîne de dessins animés et de séries pour les jeunes en étant le principal concurrent de Cartoon Network à l'époque. Ses premiers blocs de programmation ont été Nicktoons (bloc destiné aux séries d'animation) et Nick Jr. (bloc destiné à un public en âge préscolaire).
En 1999, Nickelodeon a lancé son site web officiel pour ses aires de diffusion, mundonick.com, qui a permis au public de voter pour leur série préférée dans des blocs spéciaux tels que Nick vs Nick, InterNick, Click Nick, Big Nick House et 15 aNICKversario.
Une radio en ligne appelée Nick Radio était également disponible sur le site à l'époque, mais elle a été remplacée par le site officiel de Nick Jr.
Le 13 février 2006, Nick at Nite, le bloc de nuit consacré aux comédies classiques diffusé pendant la nuit de 22h00 à 6h00, a été créé. Il occupait l'espace de programmation à l'aube de la chaîne.
Le 15 août 2020, Nickelodeon Amérique Latine qui se nommait MundoNick devient désormais Nickelodeon LA.

## Identité visuelle

### Logotypes

Logo de 1996 à 2002.
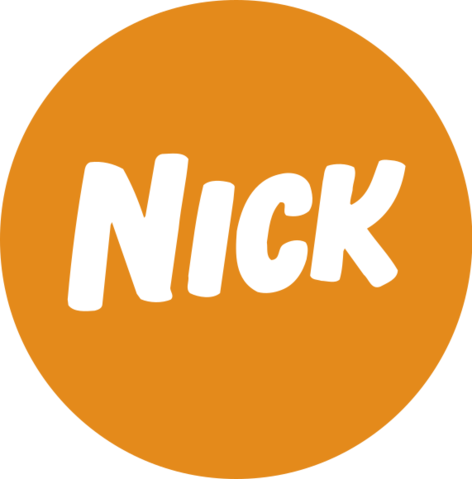
Logo de 2002 à 2005.
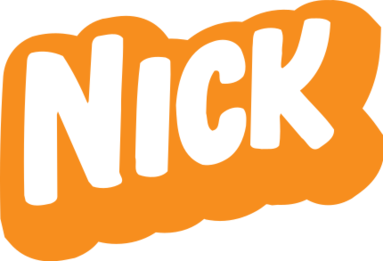
Logo de 2005 à 2009.
Logo depuis 2010 à 2023.
Logo depuis 2010 à 2023.
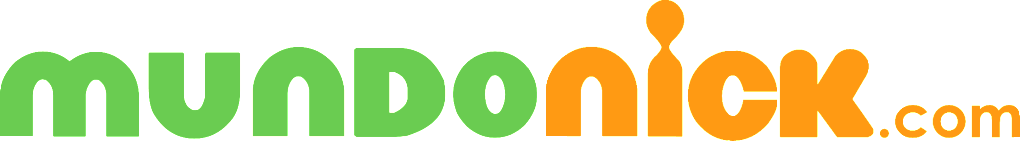
Logo jusqu'à 2020.

### Slogans
- 1996 à 1999 : « Nickelodeon te conecta a tu mundo »
- 1999 à 2002 : « Nunca pares de crear a Nickelodeon »
- 1999 : « Como Nick, es niños »
- 2000 à 2002 : « Televisión hecha para ti »
- 2002 : « Sólo para chicos »
- 2002 à 2005 : « Estás en Nick »
- 2005 à 2010 : « Sólo en Nick »
- 2010 à 2012 : « Sólo en Nickelodeon »
- 2012 à 2013 : « Are you ready ? »
- 2013 à 2015 et depuis 2017 : « En Nickelodeon »
- 2015 : « Nick en todas partes »
- 2016 à 2020 : « ¡ En Nick ! »

## Programmes

### Les productions originaux de telenovelas
Cette section répertorie la liste des telenovelas originaux produit par Nickelodeon Productions Amérique Latine et coproduit par d'autres chaînes latino-américains :
- Skimo (es)
- Karku (es)
- Isa TKM (es)
- La maga y el camino dorado (es)
- Isa TK+
- Sueña conmigo (es)
- Grachi
- Julie y los fantasmas (es)
- Miss XV
- 11-11: en mi cuadra nada cuadra (es)
- Toni, la chef (es)
- Franky
- Vikki RPM
- Kally's Mashup, la voix de la pop
- Noobees
- Club 57

### Événements spéciaux
- Meus Prêmios Nick (es)
- Kids' Choice Awards México
- Kids' Choice Awards Argentina (es)
- Kids' Choice Awards Colombia (es)

### Programmes en cours de diffusion
La grande majorité de sa programmation contient essentiellement des séries télévisées (comme Henry Danger, Game Shakers, L'École des chevaliers...) et de dessins animés (comme Bob l'éponge, Bienvenue chez les Loud, Le Destin des Tortues Ninja...) venant de la chaîne américaine Nickelodeon..